# Тецнер, Сергей Константинович
Сергей Константинович Тецнер (1858—1903) — российский государственный деятель, действительный статский советник.

## Биография
Родился 29 марта (10 апреля) 1858 года в семье дворянина Киевской губернии чиновника по особым поручениям Киевской казённой палаты Константина Эдуардовича (Ивановича) Тецнера (04.12.1818—21.09.1885), который был женат на Людмиле Петровне Беляевой и имел кроме сына двух дочерей — Елену и Варвару. Родоначальником российской ветви был его дед Иоганн Готлиб (Иван Богданович) Тецнер (1784 или 13.08.1790, Буттштедт — 13.01.1832, Киев), в 1809 году переселившийся в Россию и женившийся в Киеве, где владел аптекой, на Елизавете Георгиевне Бунге (23.02.1801—06.03.1883), дочери аптекаря Георга Георгиевича Бунге (1761—1815) — сына Георга-Фридриха Бунге.
В 1877 году окончил 1-ю Киевскую гимназию, в 1881 году — юридический факультет Киевского университета, поступив 24 ноября в канцелярию генерал-губернатора. С 1886 года служил в Государственной канцелярии; с 1 января 1898 года — действительный статский советник; в 1901 году назначен статс-секретарём департамента промышленности, наук и торговли Государственного совета, а в 1903 году перемещён на должность статс-секретаря департамента государственной экономии.
Награждён орденом Св. Владимира 3-й степени (1896).
Умер 10 (23) декабря 1903 года. Похоронен на Новодевичьем кладбище в Санкт-Петербурге.
Был женат на Марии Фёдоровне, урожденной Куличенко (1866—1920) .
Их сын Александр Сергеевич в январе 1917 года был назначен Олонецким губернатором, но фактически не успел вступить в должность в связи с событиями Февральской революции. Дочери: Зинаида Сергеевна, баронесса фон дер Ропп; Елизавета Сергеевна, в замужестве Трусевич (1891—?; жена М. И. Трусевича — с 1914).